# Eranthemum macrostachyus
Eranthemum macrostachyus là một loài thực vật có hoa trong họ Ô rô. Loài này được (T.Anderson) N.P.Balakr. mô tả khoa học đầu tiên năm 1970.